# Llengua de signes estatunidenca
La llengua de signes estatunidenca o llengua de signes americana (en anglès American Sign Language, ASL'', Ameslan) és la llengua de signes dominant als Estats Units, a la part anglòfona del Canadà i a algunes parts de Mèxic. Tot i que els Estats Units i el Regne Unit comparteixen l'anglès com a llengua parlada i escrita, la llengua de signes britànica és força diferent de l'ASL, és a dir, no són mútuament intel·ligibles.
L'ASL també és emprada (de vegades juntament amb llengües de signes indígenes) a les Filipines, Malàisia, Singapur, Hong Kong, República Dominicana, El Salvador, Haití, Puerto Rico, Costa d'Ivori, Burkina Faso, Ghana, Togo, Benín, Nigèria, el Txad, Gabon, República Democràtica del Congo, República Centreafricana, Mauritània, Kenya, Madagascar i Zimbàbue. Com qualsevol llengua de signes, la seva gramàtica i sintaxi són diferents de qualsevol llengua parlada en la seva àrea d'influència. Tot i que no hi ha hagut cap enquesta fiable per determinar el nombre de persones que tenen l'ASL com a llengua materna, s'estima que n'hi ha entre 500.000 i 2.000.000 només als Estats Units.
L'ASL és la primera llengua oficial de la Universitat Gallaudet, la primera universitat per a sords del món.

## Història de l'ASL
Als Estats Units, com a la majoria del món, les famílies amb infants sords sovint empren gestos propis o senyes familiars (en anglès home sign) per a comunicacions simples. No obstant això, avui dia, classes de llengua de signes americana són ofertes a moltes escoles secundàries i a l'educació superior. L'origen de l'ASL moderna està lligat a la confluència de diversos esdeveniments i circumstàncies.
Formes estandarditzades de llengües de signes han estat emprades a Itàlia (LIS) des del segle xvii i a França des del xviii amb l'objectiu d'instruir els sords. L'antiga llengua de signes francesa fou desenvolupada i emprada a París (LSF) per l'Abbé de l'Epée a la seva escola per a sords. És d'aquesta llengua d'on prové l'ASL
Els pobles indígenes de les planures nord-americanes empraven una llengua de signes per a intercomunicar-se, ja que no compartien la mateixa llengua parlada. La seva influència en l'ASL, si hi existeix, és desconeguda.
Fora de la costa de Massachusetts, a l'illa de Martha's Vineyard, al segle xviii, la població tenia un percentatge major de sordesa que a la resta dels Estats Units continental, a causa de l'efecte fundador i de l'aïllament geogràfic. La llengua de signes de Martha's Vineyard era ben coneguda per gairebé tots els habitants de l'illa, ja que moltes famílies tenien algun membre sord. Això permetia a gairebé tothom l'oportunitat de tenir contacte freqüent amb la llengua de signes a l'edat en què aprendre idiomes és més fàcil. La llengua de signes de Martha's Vineyard va tenir una gran influència en el desenvolupament de l'ASL.